# Personer i Sverige födda i Sudan
Till personer i Sverige födda i Sudan räknas personer som är folkbokförda i Sverige och som har sitt ursprung i Sudan. Enligt Statistiska centralbyrån fanns det 2017 i Sverige sammanlagt cirka 5 300 personer födda i Sudan.

## Historisk utveckling

### Födda i Sudan
| Personer i Sverige födda i Sudan 1960–2024 | Personer i Sverige födda i Sudan 1960–2024 | Personer i Sverige födda i Sudan 1960–2024 | Personer i Sverige födda i Sudan 1960–2024 | Personer i Sverige födda i Sudan 1960–2024 |
| --- | ------------------------------------------ | ------------------------------------------ | ------------------------------------------ | ------------------------------------------ |
| |                                            |                                            |                                            |                                            |
| År |                                            |                                            | Folkmängd                                  |                                            |
| 1960 | 1960                                       |                                            | 2                                          |                                            |
| 1970 | 1970                                       |                                            | 521                                        |                                            |
| 1980 | 1980                                       |                                            | 119                                        |                                            |
| 1990 | 1990                                       |                                            | 324                                        |                                            |
| 2000 | 2000                                       |                                            | 710                                        |                                            |
| 2001 | 2001                                       |                                            | 773                                        |                                            |
| 2002 | 2002                                       |                                            | 793                                        |                                            |
| 2003 | 2003                                       |                                            | 832                                        |                                            |
| 2004 | 2004                                       |                                            | 961                                        |                                            |
| 2005 | 2005                                       |                                            | 1 041                                      |                                            |
| 2006 | 2006                                       |                                            | 1 121                                      |                                            |
| 2007 | 2007                                       |                                            | 1 174                                      |                                            |
| 2008 | 2008                                       |                                            | 1 274                                      |                                            |
| 2009 | 2009                                       |                                            | 1 478                                      |                                            |
| 2010 | 2010                                       |                                            | 1 766                                      |                                            |
| 2011 | 2011                                       |                                            | 2 148                                      |                                            |
| 2012 | 2012                                       |                                            | 2 452                                      |                                            |
| 2013 | 2013                                       |                                            | 2 843                                      |                                            |
| 2014 | 2014                                       |                                            | 3 305                                      |                                            |
| 2015 | 2015                                       |                                            | 3 763                                      |                                            |
| 2016 | 2016                                       |                                            | 4 601                                      |                                            |
| 2017 | 2017                                       |                                            | 5 316                                      |                                            |
| 2018 | 2018                                       |                                            | 5 915                                      |                                            |
| 2019 | 2019                                       |                                            | 6 398                                      |                                            |
| 2020 | 2020                                       |                                            | 6 811                                      |                                            |
| 2021 | 2021                                       |                                            | 7 673                                      |                                            |
| 2022 | 2022                                       |                                            | 8 372                                      |                                            |
| 2023 | 2023                                       |                                            | 8 685                                      |                                            |
| 2024 | 2024                                       |                                            | 8 760                                      |                                            |
| Anm.: Befolkning den 31 december respektive år förutom åren 1960 och 1970 som avser förhållandet den 1 november och år 1980 som avser förhållandet den 15 september. |                                            |                                            |                                            |                                            |